# Occilis
Occilis u Okilis fue una antigua ciudad de la tribu prerromana de los belos, romanizada y adscrita al conventus iuridicus Caesaragustanus dentro de la provincia Hispania Citerior Tarraconensis, que se corresponde con la actual Medinaceli (Soria).
Se encuentra situada en la parte alta del valle del río Jalón, sobre el camino que se transformó en época romana en la Vía XXV del Itinerario de Antonino, que comunicaba Caesaraugusta y Augusta Emerita.

## Historia
De la época prerromana apenas quedan restos de la muralla que rodea el cerro de la localidad, y unos pocos hallazgos de cerámicas y monedas.
Con la romanización, se transforma en una importante ciudad, defendida por una muralla de la que quedan restos, con un urbanismo bien trazado, en el que destacan casas decoradas con mosaicos. Los restos romanos son abundantes y comprenden monedas, cerámica común y terra sigillata.
El resto romano más importante es el monumental Arco de Triunfo de tres vanos, único en la Península, levantado en época de Domiciano y retocado bajo Trajano, y conocido comúnmente como Arco de Medinaceli.
La comunidad alcanzó el estatuto de municipio de derecho latino a partir del Edicto de Latinidad de Vespasiano de 74, posiblemente, como parece indicar la construcción del arco, bajo Domiciano. Sus ciudadanos fueron adscritos a la tribu Quirina.
La ciudad fue abandonada al final de la época romana durante las invasiones de vándalos, suevos y alanos en el año 409, y las posteriores de los visigodos, hasta ser reocupada en época de la invasión musulmana durante el siglo VIII.

## Véase también

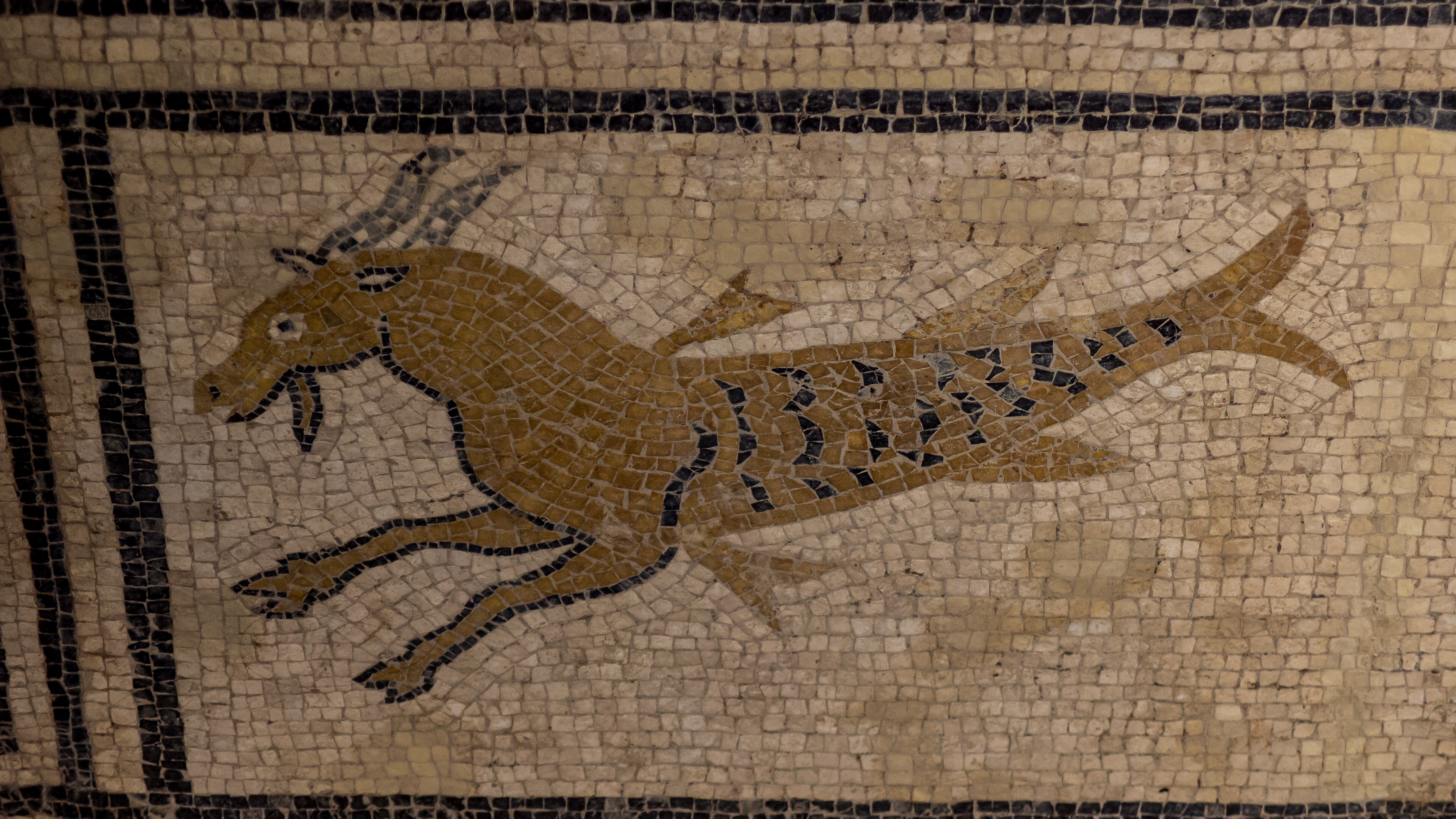
Detalle del mosaico conservado en el Palacio Ducal de Medinaceli, la antigua Occilis.